# Punt lacrimal
Un punt lacrimal és cadascun dels dos petits orificis dels conductes lacrimals situats a l'angle medial de cada parpella. Cada punt es troba al cim d'una papil·la lacrimal.
Els punts lacrimals funcionen per recollir les llàgrimes produïdes per les glàndules lacrimals. El líquid es transporta a través dels canalicles lacrimals fins al sac lacrimal, i després pel conducte nasolacrimal fins al meat nasal inferior de la cavitat nasal.